# Jérôme Alexander Sillem (1902-1986)

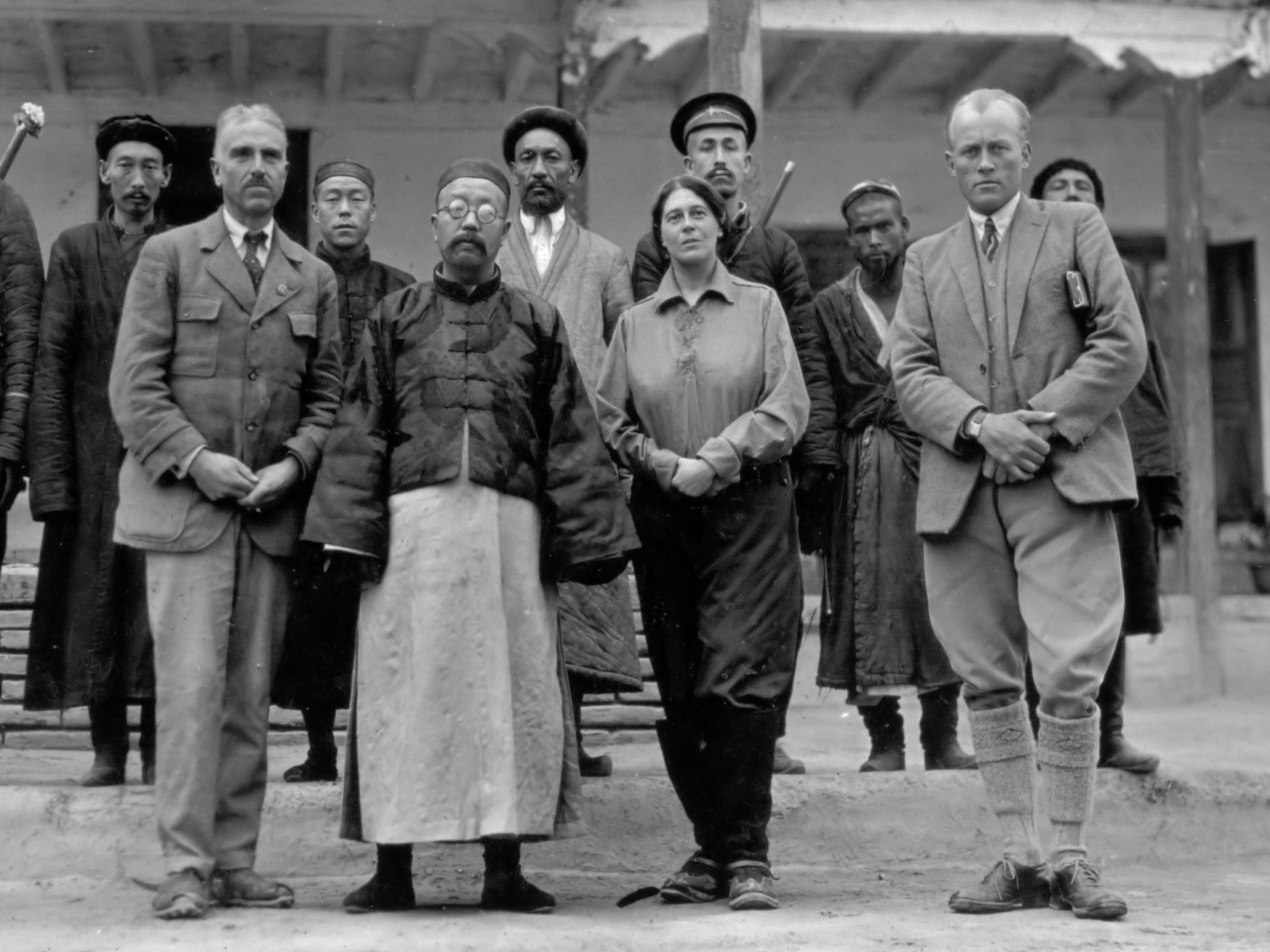
v.l.n.r. Philips Christiaan Visser, de Amban, Jenny Visser-'t Hooft en Jérôme Alexander Sillem (1930)

Jérôme Alexander Sillem (Amsterdam, 27 januari 1902- 's-Gravenhage, 25 juni 1986) was een Nederlands bankier, ornitholoog en ontdekkingsreiziger.

## Persoonlijk
Jérôme Alexander Sillem was vernoemd naar Jérôme Alexander Sillem (1840-1912). Hij groeide op in Amsterdam. Van 1914 tot 1916 zat Sillem samen met zijn neef John van Lennep op Clayesmore School in het graafschap Dorset, daarna bezocht hij de middelbare school in Utrecht. Tot 1928 volgde hij de opleiding aan de Nederlandsche Handels-Hoogeschool (NHH) te Rotterdam.
Sillem trouwde in 1945 in Den Haag met Elisabeth Caroline Rueb. Uit dit huwelijk één dochter geboren.

## Werkzaam Leven

### Ornitholoog

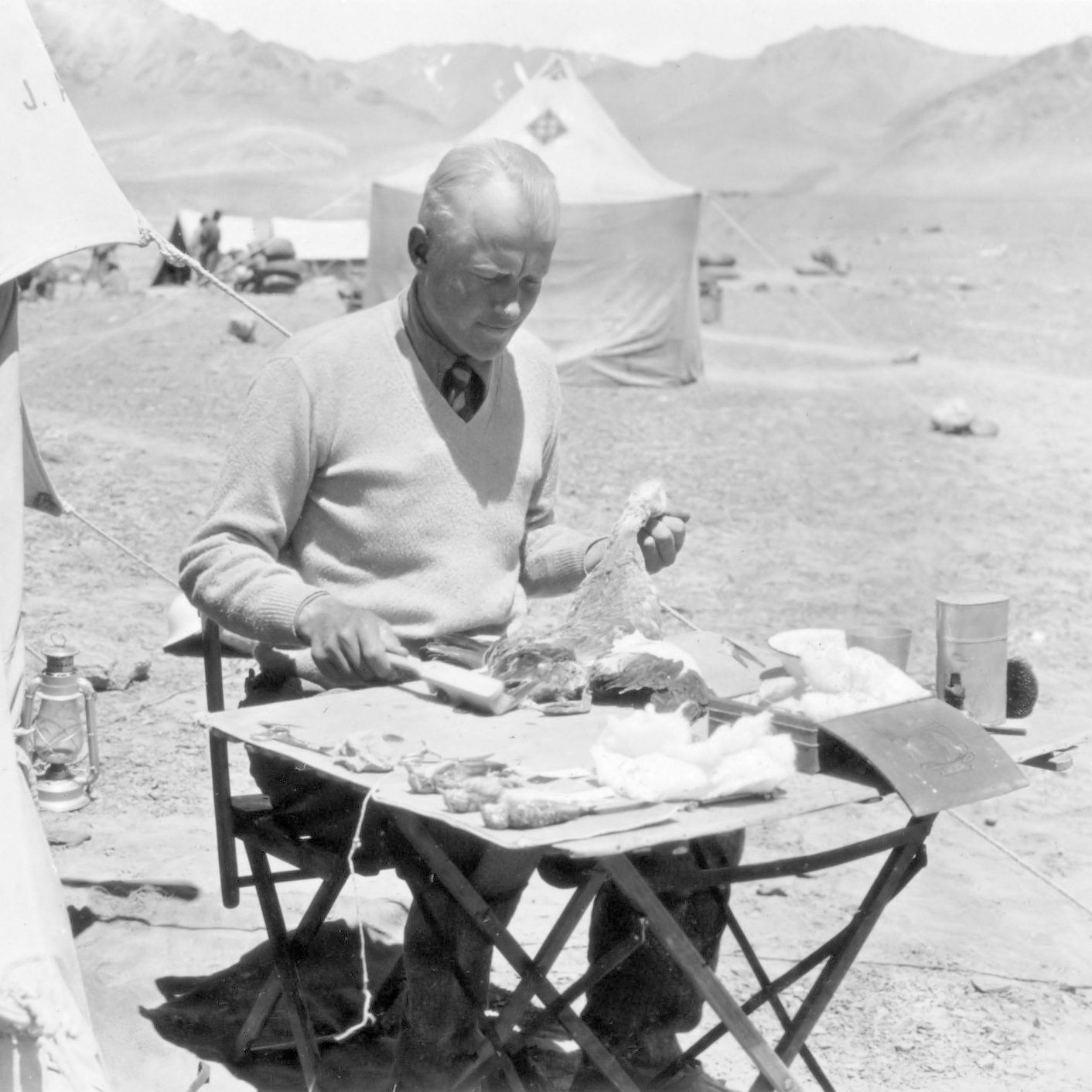
Jérôme Alexander Sillem (1929)

In de jaren 1929-1930 reisde J.A. Sillem als ornitholoog naar Tibet en China om deel te nemen aan de derde expeditie over de bergen van de Karakoram. De expeditie stond onder leiding van de alpinist Philips Visser. Zijn echtgenote Jenny Visser-Hooft maakte ook deel uit van het gezelschap. Sillem's dochter Caroline Sillem beschrijft aan de hand van dagboeken van haar vader en brieven aan zijn moeder Augusta Sillem-Gaymans hoe de klimmers deze periode in 'Hoog-Azië' doorkwamen. Tijdens deze anderhalf jaar durende tocht overwinterde de expeditie in Chinees Turkestan (Centraal-Azië).
In de Karakorum verzamelde Sillem een soort roodmus, die bij nader onderzoek in 1991 een nieuwe vogelsoort bleek te zijn en (toen) de wetenschappelijke naam Leucosticte sillemi (Sillems roodmus) kreeg. Het Museum Volkenkunde te Leiden wijdde van 5 april 2009 tot 10 januari 2010 een tentoonstelling aan de Karakoramexpeditie genaamd: 'Karavaan door de Karakoram; de laatste ontdekkingsreizigers in de Himalaya, 1929-1930'. Deze tentoonstelling kwam mede tot stand door de medewerking van Marianne Kruijt en Caroline Sillem, dochter van J.A. Sillem.

### Bankier
Sillem kwam in 1930 in dienst bij de firma Hope & Co. Deze firma nam in 1941 de N.V. Lissa & Kann te 's-Gravenhage over waarvan Sillem directeur werd. Toen de N.V. Lissa & Kann in 1967 opging in Mees & Hope, werd Sillem een van de twee directeuren van bankierskantoor Mees & Hope in 's-Gravenhage. In 1968 ging hij met pensioen.
Sillem werd benoemd tot Ridder in de Orde van Oranje-Nassau. Hij en zijn echtgenote werden begraven te 's-Gravenhage op Algemene Begraafplaats Kerkhoflaan.